# Leucoloma triforme
Leucoloma triforme är en bladmossart som beskrevs av Georg Friedrich von Jaeger 1872. Leucoloma triforme ingår i släktet Leucoloma och familjen Dicranaceae. Inga underarter finns listade i Catalogue of Life.